# Alexandra Agiurgiuculese
Alexandra Ana Maria Agiurgiuculese (* 15. Januar 2001 in Iași, Rumänien) ist eine italienische Turnerin rumänischer Abstammung, die in der Rhythmischen Gymnastik angesiedelt ist.

## Leben und Karriere

### Anfänge in Rumänien
Alexandra Agiurgiuculese wurde am 15. Januar 2001 in der ostrumänischen Stadt Iași, unweit der moldawischen Grenze, geboren, wo sie an der Seite ihrer Eltern, sowie einem jüngeren Bruder und einer jüngeren Schwester einen Großteil ihrer Kindheit verbrachte und im Alter von sechs Jahren auf Vereinsebene mit der Rhythmischen Sportgymnastik begann. Hierbei wurde sie beim lokalen Verein aus Iași von Constantin Radu und dessen Assistenten Catalina Radu und Oana Cozma trainiert. Im Jahre 2009 wurde sie von Irina Deleanu, der Präsidentin des rumänischen Verbandes für Rhythmische Gymnastik, in eine Debütgruppe bestellt, die fortan ihr Heimatland bei internationalen Bewerben auf Juniorenebene vertrat. Noch in ihrer eigentlichen Heimat Rumänien gewann sie diverse nationale Meisterschaften und Wettbewerbe und nahm an diversen Wettkämpfen, wie unter anderem dem Miss Valentine Cup 2010 in Tartu, Estland, oder dem Irina Deleanu Cup 2010 teil. Bei letztgenanntem Turnier, bei dem sie auch im darauffolgenden Jahr teilnahm, traf sie auf die slowenische Trainerin und Wertungsrichterin Spela Dragas, die fortan ihrer Trainerin wurde und diese Position auch nach der Übersiedelung der Familie nach Italien beibehielt. Noch im Jahr 2010 gewann sie die Gesamtwertung bei den nationalen Meisterschaften, sowie beim rumänischen Pokal. Bereits in ihrem Debütjahr 2009 gewann sie eine Gold- sowie zwei Silbermedaillen bei den nationalen Meisterschaften. Im Gesamtklassement reichte dies ebenfalls für die Goldmedaille in ihrer Alterskategorie.

### Umzug nach Italien
Nachdem die Familie im Sommer 2010, bedingt durch einen Arbeitswechsel der Eltern, nach Italien ausgewandert war, begann Alexandra Agiurgiuculese in Wettkämpfen fortan für ihr neues Heimatland in Erscheinung zu treten und trat ab dieser Zeit bei diversen nationalen Wettbewerben an. Die in der venetianischen Stadt Cordignano wohnhafte Agiurgiuculese, die heute die Liceo Scientifico Alessandro Volta in Udine besucht und Mitglied der dort ansässigen AS Udinese ist, wurde zu Beginn ihrer Laufbahn in Italien nicht nur von der Slowenin Spela Dragas trainiert, sondern auch von der Italienerin Magda Pigano. Erst im Jahre 2012 absolvierte sie ihren ersten wirklichen italienischen Wettbewerb, als sie bei der Allieve 2° fascia teilnahm und in der Gesamtwertung Gold holte. Bei den nationalen Meisterschaften der Serie C (Campionato Nazionale Serie C Ginnastica Ritmica) rangierte sie auf dem zweiten Podiumsplatz. Im darauffolgenden Jahr konnte sie ihren Titel in ihrer Altersgruppe in der Serie C verteidigen und nahm für die AS Udinese an den nationalen Meisterschaften der Serie B teil, wo sie die Silbermedaille gewann und dadurch den Aufstieg in die Serie A2 schaffte.

### Beginn der Juniorenkarriere
Nach ihrem Aufstieg in die Junioren-Kategorie erhielt sie im Jahre 2014 bei den nationalen Meisterschaften ihrer Kategorie die Silbermedaille hinter Daniela Mogurean von Ginnastica Fabriano. Im selben Jahr gewann sie mit der AS Udinese die Liga und stieg mit dem Team von der Serie A2 in die Serie A1 auf. Ebenfalls 2014 nahm sie an dem internationalen Turnier MTM in Ljubljana teil, wo sie Gold mit dem Ball, sowie Silber mit dem Reifen, den Keulen und dem Band machte. Nachdem sie im Jahre 2015 offiziell die italienische Staatsbürgerschaft verliehen bekommen hatte, erhielt sie den Aufruf ab sofort in der „italienischen Nationalfarbe“, Azurblau, aufzutreten. Im März dieses Jahres vertrat sie Italien bei der ersten Weltcup-Austragung dieses Jahres in Lissabon, die sie in der Gesamtwertung auf Rang 7 abschloss, jedoch die Finalrunden bei allen Geräten erreichte. Dabei erreichte sie die Bronzemedaille mit dem Ball, wurde Vierte mit den Keulen, sowie Siebente mit dem Reifen und Achte mit dem Seil. Des Weiteren nahm sie erneut am MTM-Turnier in Ljubljana teil, wo sie diesmal die Goldmedaille in der Gesamtwertung gewann.

### Zahlreiche Erfolge ab 2016
Eine Vielzahl von Medaillen fuhr Agiurgiuculese daraufhin ab dem Jahre 2016 ein. Neben der Teilnahme an der Campionati Assoluti Italiani 2016 nahm sie in diesem Jahr auch bei der nationalen Meisterschaft in der toskanischen Ortschaft Terranuova Bracciolini teil und erhielt den Titel bei der nationalen Juniorenmeisterschaft, mit dem sie sich für die Campionati Nazionali Assoluti qualifizierte. Hierbei war es ihr nun auch erlaubt im Seniorenbereich anzutreten. Bei der im Juni 2016 stattfindenden Campionati Nazionali Assoluti in Biella erreichte sie den fünften Platz in der Gesamtwertung und dies hinter hochkarätigen Turnerinnen wie Carmen Crescenzi, Alessia Russo, Letizia Cicconcelli und Veronica Bertolini. Bei diesen Meisterschaften kam sie zudem mit dem Reifen, den Keulen und dem Band ins Finale.
Bereits im Januar 2016 war sie die erste Juniorenturnerin in der Geschichte des Federazione Ginnastica d’Italia, die vom ebendiesen Verband in den Nationalkader, dem Team Italia, berufen wurde. Bisher hatten nur Turnerinnen aus dem Seniorenbereich den Sprungs in den Nationalkader geschafft. Im März 2016 nahm sie bei der zweiten Station des Weltcups 2016 in Lissabon im Juniorenbereich teil, wo sie zusammen mit Milena Baldassarri und Caterina Allovio in der Nationenwertung mit Italien die Bronzemedaille gewann. Des Weiteren schaffte sie es mit drei Geräten ins Finale und wurde am Ende Zweite mit dem Seil (Silbermedaille), Vierte mit dem Ball und Fünfte mit den Keulen. Beim darauffolgenden Weltcup Anfang April in Pesaro erreichte sie mit ihren beiden Teamkolleginnen erneut dritten Platz in der Teamwertung der Juniorinnen, was die wiederholte Bronzemedaille bedeutete. Darüber hinaus gewann sie im Einzelbereich der Junioren die Bronzemedaille mit dem Reifen, sowie die Silbermedaillen mit dem Seil und dem Ball. Nachdem sie an den beiden nachfolgenden Weltcup-Stationen in Taschkent und Minsk nicht zugegen war, gewann sie beim Weltcup in Sofia in der Juniorenwertung Bronze in der Mannschaftswertung, Silber mit dem Seil und Bronze mit den Keulen. Noch davor nahm sie erneut am alljährlichen MTM-Turnier in Sloweniens Hauptstadt Ljubljana teil, wo sie Silber in der Teamwertung, Gold mit dem Seil, sowie abermals Silber mit dem Reifen und dem Ball gewann.
Im Juni 2016 nahm sie daraufhin wieder an der Campionati Nazionali Assoluti teil, wo sie aufgrund einer Reihe von kleinen Fehlern mit dem Reifen und dem Band den dritten Platz in der Gesamtwertung erreichte. Im Keulen-Finale gewann sie jedoch die Silbermedaille. Noch im selben Monat gewann sie an der Seite von Milena Baldassarri im Juniorenbereich bei den Europameisterschaften der Rhythmischen Sportgymnastik 2016 in Cholon, Israel, die Silbermedaille in der Nationenwertung. Des Weiteren war sie hierbei die einzige Turnerin, der es gelang, in allen vier Gerätefinali teilzunehmen und hier auch erfolgreich zu sein. So gewann sie hierbei drei Medaillen; Bronze mit dem Seil, sowie Silber mit dem Ball und den Keulen; ein Ergebnis, das bisher noch kein einziger italienischer Turner jemals erreicht hat. In der nationalen Meisterschaft trat sie am Ende der Saison für ihren Verein AS Udinese noch einmal in Erscheinung und belegte mit dem Team den vierten Platz im Endklassement der Serie A.

### Aufstieg in den Seniorenbereich (2017)
Im Jahre 2017 schaffte Agiurgiuculese schließlich den Sprung in den Seniorenbereich und absolvierte mit dem Grand Prix in Moskau im Februar ihre ersten offiziellen Auftritte als Profi. Hier rangierte sie zwar noch auf dem achten Platz in der Gesamtwertung konnte sich aber gegen die großteils ältere Konkurrenz behaupten und in alle vier Gerätefinali einziehen. Beim nachfolgenden Weltcup-Auftakt im April in Pesaro erreichte sie in der Gesamtwertung Rang 13 und schaffte es mit dem Ball und dem Band in die Finalrunden. In ebendiesen schrammte sie mit dem Ball knapp am Podest vorbei und wurde Vierte, stellte aber mit dem Band einen neuen italienischen Rekord auf und wurde Dritte hinter den beiden Russinnen Dina Alexejewna Awerina und Aleksandra Sergejewna Soldatowa. Damit gewann sie eine historische Medaille, da dieses Kunststück zuletzt im Jahre 1991 mit der späteren Olympiateilnehmerin Samantha Ferrari einer italienischen Senioreneinzelturnerin gelungen war.
Im darauffolgenden Monat, nachdem sie die Weltcup-Stationen Taschkent und Baku ausgelassen hatte, nahm sie am Weltcup in Sofia teil, wo sie erneut 13. in der Gesamtwertung wurde. Erneut schaffte sie es mit den Geräten Ball und Band ins Finale, wo sie mit dem Ball hinter der Lokalmatadorin Newjana Wladinowa die Silbermedaille gewann. Ebenfalls im Mai 2017 bekam sie die Möglichkeit, sich im Seniorenbereich bei den Europameisterschaften der Rhythmischen Sportgymnastik 2017 in Budapest zu beweisen. Im Endklassement reichte es immerhin für den zehnten Platz in der Einzelgesamtwertung, sowie für den achten Platz im Finale mit dem Ball. In der folgenden Woche besuchte sie das internationale Turner der Stadt Barcelona, wo sie in der Gesamtwertung auf Platz acht rangierte. Die italienische Meisterschaft, Campionati Nazionali Assoluti, die Anfang Juni 2017 stattfand, beendete Agiurgiuculese überraschend auf dem zweiten Platz hinter der über fünf Jahre älteren italienischen Meisterin Veronica Bertolini. Dazu beigetragen haben der Gewinn der Goldmedaille mit dem Ball und der zwei Silbermedaillen mit den Keulen und dem Band.
Abermals eine Woche später nahm sie am bilateralen Turnier der beiden Nationen Italien und Vereinigte Staaten in Turin teil, wo sie die Gesamtwertung auf dem zweiten Rang hinter ihrer Landsmännin Milena Baldassarri und vor der US-Amerikanerin Laura Zeng abschloss. In der Länderwertung setzten sich die Italienerinnen somit vor den US-Amerikanerinnen durch. Von 7. bis 9. Juli 2017 nahm sie im Laufe des Weltcups – die beiden vorhergegangenen Weltcups in Portimão (Portugal) und Guadalajara (Spanien) hatte sie aufgrund ihrer anderen Einsätze versäumt – am FIG Berlin Masters World Challenge Cup 2017 in Deutschlands Hauptstadt Berlin teil. In Berlin schaffte sie es auf den vierten Platz der Gesamtwertung und war dabei mit drei Geräten in den Finalrunden. Mit dem Reifen gewann sie Silber und wurde Fünfte mit dem Ball, sowie Vierte mit dem Band. Einen knappen Monat später machte sie mit dem Weltcup Station in Minsk, wo sie im Endklassement den siebenten Platz belegte und mit den Geräten Reifen, Kegeln und Ball das Finale erreichte, jedoch lediglich mit dem Ball eine Medaille, die Bronzemedaille, gewann. Nur wenige Tage nach den Auftritten in Minsk absolvierte sie weitere Weltcup-Einsätze in Kasan, wo sie den zehnten Platz in der Gesamtwertung belegte und mit dem Reifen, dem Ball und den Kegeln ins Finale einzog, jedoch medaillenlos blieb.
Von Ende August bis Anfang September 2017 nahm Agiurgiuculese an der Heimweltmeisterschaft in Pesaro teil, wo sie mit drei von vier Geräten ins Finale einzog. Hierbei belegte sie den siebenten Platz mit dem Ball, den fünften Platz mit den Keulen, sowie den vierten Platz mit dem Band und wurde in der Gesamtwertung Achte, womit sie jedoch die beste Italienerin im Teilnehmerfeld war. Am Ende des Turniers wurde sie von Alina Maratowna Kabajewa mit dem von Longines gesponserten Preis für Eleganz ausgezeichnet. Dies war erst die zweite Auszeichnung dieser Art für Italien; das letzte Mal erhielt bei den Weltmeisterschaften der Rhythmischen Sportgymnastik 2002 eine Italienerin diese Auszeichnung.